# Chrysocraspeda cerasina
Chrysocraspeda cerasina är en fjärilsart som beskrevs av Swinhoe 1893. Chrysocraspeda cerasina ingår i släktet Chrysocraspeda och familjen mätare. Inga underarter finns listade i Catalogue of Life.